# マイク・ハリス
マイク・ハリス（Mike Harris、1988年7月8日 - ）は、トップ14セクシオン・パロワーズに所属するラグビー選手。

## プロフィール
- ニュージーランド・ノースハーバー出身[1]。
- ポジションはスタンドオフ(SO)。
- 身長 186cm、体重 96kg
- U20ニュージーランド代表に選ばれたことがある。
- オーストラリア代表キャップは10（2021年1月現在）。
- 世界選抜に選ばれたことがある[2]。

## 略歴
4歳からラグビーを始めた。
ウェストレイクボーイズ高校、オークランド工科大学、レベルズ、レッズ、リヨンOUを経て、2018年、東芝ブレイブルーパスに加入。同年8月31日に行われたジャパンラグビートップリーグ第1節のキヤノンイーグルス戦にて先発出場で日本での公式戦初出場を果たす。
2020年、ポーに加入。